# Helophorus flavipes
Helophorus flavipes es una especie de escarabajo del género Helophorus, familia Hydrophilidae. Fue descrita científicamente por Fabricius en 1792.
Habita en Austria, Baleares, Gran Bretaña, Córcega, Estonia, Finlandia, Francia continental, Alemania, Hungría, Irlanda, Italia continental, Lituania, Oriente Próximo, Noruega, Polonia, Portugal continental, España peninsular, Suecia y Suiza.

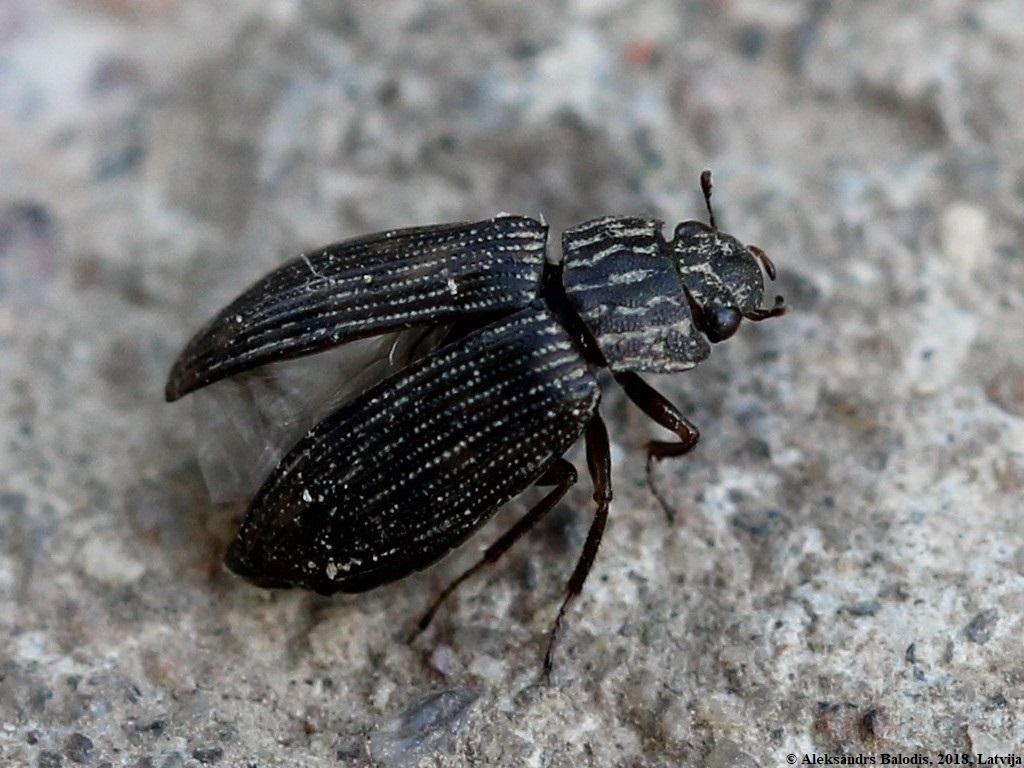
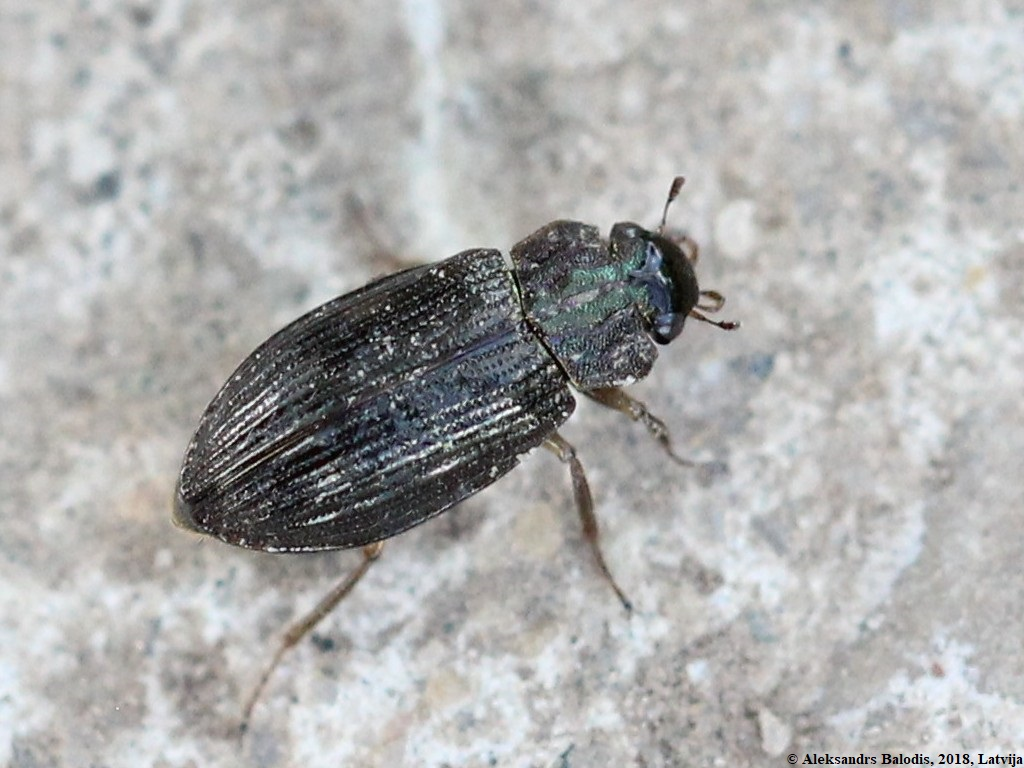
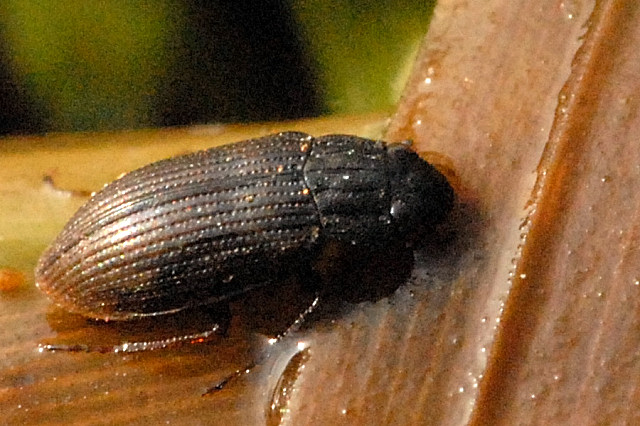